# Evelyn Ward
Evelyn Ward (* 21. Mai 1923 in West Orange, New Jersey; † 23. Dezember 2012) war eine US-amerikanische Schauspielerin.

## Leben
Evelyn Ward wurde als Tochter von Frederick und Ethel L. Ward geboren. Sie nahm Schauspielunterricht, trat 1949 als Assistentin des Moderators Johnny Downs in der Varieté-Serie Manhattan Showcase auf, die zur Primetime vom TV-Sender CBS ausgestrahlt wurde. 1950 übernahm sie eine Rolle in der Fernsehserie The College Bowl, in den 1960er Jahren trat sie in TV-Serien wie Solo für O.N.C.E.L. und Perry Mason auf.
Sie war dreimal verheiratet: Von 1948 bis 1956 mit dem Schauspieler Jack Cassidy, danach mit dem Filmregisseur Elliot Silverstein und schließlich bis zu seinem Tode mit Al Williams. Mit Jack Cassidy hat Evelyn Ward einen Sohn, David Cassidy. Dieser wurde ebenfalls Schauspieler und in den 1970er Jahren zum internationalen Teenidol.
Sie starb am 23. Dezember 2012 an den Folgen einer Demenz-Erkrankung.